# چک ۴جی‌دی
چاک ۴جی‌دی (به انگلیسی: Chak 4GD) یک منطقهٔ مسکونی در پاکستان است که در ناحیه اوکارا واقع شده‌است. چاک ۴جی‌دی ۲۰٬۰۰۰ نفر جمعیت دارد.